# Oleg Pastier
Oleg Pastier (ur. 1952 w miejscowości Tekovská Nová Ves, zm. 15 marca 2018) – słowacki poeta i czechosłowacki dysydent.

## Życie
W latach 80. jeden z czołowych przedstawicieli słowackiej opozycji antykomunistycznej. Założyciel pierwszego słowackiego periodyku samizdatowego „Kontakt”. Redaktor naczelny pisma „Fragment” (w samizdacie i później, kiedy zaczęło ono wychodzić oficjalnie). Pracował w piśmie „Romboid”, współpracował też z Radiem Słowackim.
W 2016 roku został odznaczony Orderem Ľudovíta Štúra II klasy.

## Twórczość
W samizdacie wydał cztery zbiory wierszy. Po aksamitnej rewolucji w oficjalnym obiegu ukazały się tomy poetyckie Plot (1992), Oko za zub (1995) i Možno (2003). W Polsce jego wiersze drukowały „Akant”, „Literatura na Świecie”, „Przegląd Artystyczno-Literacki” i „Tygodnik Powszechny”. Największy ich blok ukazał się w przekładzie Leszka Engelkinga antologii trzech poetów słowackich Oko za ząb.
Krytyka wskazuje na wpływy czeskiej poezji metafizycznej oraz twórczości undergroundu i surrealizmu na poezję Pastiera.
W 2012 opublikował książkę Za ozvenou tichých hlasov II (Päť scenárov, päť koláží), za którą w 2013 otrzymał prestiżową Nagrodę im. Dominika Tatarki.